# Rudolf Mück
Rudolf Mück (ur. 1901, zm. ?) – zbrodniarz nazistowski, członek załogi niemieckiego obozu koncentracyjnego Mauthausen-Gusen i SS-Unterscharführer.
Obywatel austriacki. Przed wybuchem wojny pracował w księgarni. Członek NSDAP (od 1938) i SS (od 3 stycznia 1940). W lutym 1940 rozpoczął służbę w obozie Mauthausen. Początkowo przez półtora roku pełnił służbę strażniczą w ramach drugiej kompanii wartowniczej. Następnie, aż do wyzwolenia obozu, pracował w magazynie, w którym składowano mienie zagrabione więźniom.
Rudolf Mück został osądzony w proces załogi Mauthausen-Gusen (US vs. Peter Bärens i inni) przed amerykańskim Trybunałem Wojskowym w Dachau. Skazano go na 25 lat pozbawienia wolności. Oskarżony przyznał, że wielokrotnie bił więźniów, którzy próbowali przemycić jakiekolwiek mienie do obozu. Według świadków natomiast Mück wraz z innymi esesmanami katował więźniów (między innymi kijem i gumowym kablem) 8 sierpnia 1944, gdy oczekiwali oni na rejestrację w obozowym gestapo. Kilku więźniów wówczas zmarło. Dodatkowo w latach 1942–1943 skazany brał udział w egzekucjach. Natomiast przy odbieraniu mienia nowo przybyłym więźniom maltretował ich gołymi rękami, biczem bądź kopał, tak że często padali na ziemię od zadawanych ciosów. Nawet jeden z współoskarżonych w procesie, Werner Reinsdorff, przyznał, iż Mück był bardzo brutalnym esesmanem.